# CargoCap
CargoCap ist ein als Entwurf existierendes automatisiertes unterirdisches Transportsystem für Fracht, das unter der Leitung von Dietrich Stein an der Ruhr-Universität Bochum zwischen 1998 und 2002 im Rahmen eines Forschungsprojekts entworfen wurde. Im Anschluss an dieses Projekt, welches durch das Ministerium für Schule, Wissenschaft und Forschung Nordrhein-Westfalen gefördert wurde, ist das System nach Angabe der CargoCap GmbH inzwischen bis zur Serienreife entwickelt worden. Im Juni 2006 gründete Stein für die Projektierung und Realisation die CargoCap GmbH mit Sitz in Bochum, in der er geschäftsführender Gesellschafter ist.

## Konzept
Die Idee dieses Systems besteht darin, dass
- Transportkapseln, die jeweils zwei Euro-Paletten fassen,
  - exklusiv in einem eigens zu errichtenden unterirdischen Tunnelsystem
  - langsam automatisiert verkehren.

Das System konkurriert mit sämtlichen etablierten Frachtbeförderungssystemen (Schiff, Bahn, LKW) und sollte seinen Benutzern diesen ggü. Vorteile bieten.
Das System ist in der ersten Ausbaustufe hauptsächlich für die Ballungsgebiete gedacht, welche weiter ansteigenden Güterverkehr auf der Straße kaum bewältigen können. Die Tunnelröhren hätten einen Innendurchmesser von 2 m. Sie könnten weitestgehend ohne Großbaustellen an der Oberfläche mit Hilfe eines Rohrvortriebsverfahren gebaut werden. Als Nenngeschwindigkeit der Kapseln sind 10 m/s (36 km/h) vorgesehen. Diese Geschwindigkeit ist insbesondere in Ballungszentren höher als beim LKW-Verkehr, der sich beispielsweise im Ruhrgebiet nur mit durchschnittlich 16 km/h fortbewegt.
Auch vor dem Hintergrund steigender Feinstaubbelastungen in Großstädten könnten Logistik- und Speditionsunternehmen durch eine Verlagerung des Gütertransports vom LKW auf das CargoCap-System drohenden Beschränkungen begegnen.
Die Bezeichnung „CargoCap“ leitet sich ab aus Cargo für „Fracht“ und der Kurzform „Cap“ für englisch Capsule (Kapsel).
Falls dieses System realisiert würde, könnte es das Straßennetz, dessen Kapazität insbesondere in Ballungszentren begrenzt ist, vom LKW-Verkehr entlasten.
Als ein wesentlicher Vorteil ggü. dem LKW-Frachtverkehr wird ein Baukostenvergleich angegeben: 1 km Fahrrohrleitung für einen Streckenabschnitt mit 1 Fahrrohrleitung mit Durchmesser 2 m, koste 3,2 Mio. Euro gemäß CargoCap. Dagegen kosten 1 km Autobahnerweiterung 2-spurig (abhängig von Bauwerken und Bebauung) 10 bis 30 Mio. Euro und 1 km Straßentunnel im städtischen Bereich mehr als 100 Mio. Euro gemäß Landesbetrieb Straßenbau NRW (2009).
|             | Hafen        | Bahnhof | vors Tor | ins Gebäude |
| ----------- | ------------ | ------- | -------- | ----------- |
| Hafen       | ✈ 🚢 🚂 🚚 ✓ | 🚂 🚚 ✓ | 🚚 ✓     | ✓           |
| Bahnhof     | 🚂 🚚 ✓      | 🚂 🚚 ✓ | 🚚 ✓     | ✓           |
| vom Tor     | 🚚 ✓         | 🚚 ✓    | 🚚 ✓     | ✓           |
| vom Gebäude | ✓            | ✓       | ✓        | ✓           |

| ✈  | Flugzeug kann Fracht von Flughafen zu Flughafen befördern                                                                                |
| 🚢 | Schiff kann Fracht von Seehafen zu Seehafen befördern                                                                                    |
| 🚂 | Güterzug kann Fracht von Bahnhof zu Bahnhof befördern; hier wird angenommen, dass jeder Frachtflughafen auch einen Bahnanschluss besitzt |
| 🚚 | LKW kann Fracht von „Tor“ zu „Tor“ transportieren (jeder Bahnhof und jeder Flughafen besitzt eine Straßenanbindung)                      |
| ✓  | CargoCap kann Fracht aus einem Gebäude in ein anderes Gebäude transportieren                                                             |

## Technik
Die CargoCap-Kapseln sind Schienenfahrzeuge. Der Antrieb erfolgt elektrisch über Drehstrommotoren. Die Energieversorgung erfolgt berührungslos per elektromagnetischer Induktion, was die Installation eines stromführenden Fahrdrahts in den Tunnelröhren überflüssig macht. Durch diese Technik werden Verschleißeffekte bei der Stromübertragung vermieden und Einbauten zur Nachspannung der Oberleitung sowie deren Platzbedarf in den Tunnelröhren eingespart. Die Bremsenergie soll in einem an Bord befindlichen Energiespeicher zurückgeführt werden. Im Unterschied zur Eisenbahn sind die Weichen im CargoCap-Fahrweg ohne bewegliche Teile ausgeführt – das Fahrzeug nimmt die Richtungsänderung aktiv vor. Da dadurch Wartezeiten entfallen, können einzelne Kapseln ohne Zeitverlust aus einem fahrenden Verband heraus ausscheren.
Jedes Ladegut soll mit einem Transponder ausgestattet werden, welcher alle relevanten Daten, wie z. B. Zielort, Gewicht und Empfänger, enthält. Dadurch soll das Ladegut jederzeit durch die Steuerung des CargoCap Systems identifizier- und lokalisierbar sein. An den Warenübergabestationen soll das Be- und Entladen automatisch erfolgen.

## Forschung und Entwicklung
Seit Juli 2005 wird an der Ruhr-Universität in Bochum eine oberirdische Modellstrecke im Maßstab 1:2 betrieben, an der das Fahrverhalten im Verband und die Aerodynamik untersucht werden. Ein Hauptaugenmerk der Forschung wird dabei auf eine intelligente Fahrverbandsbildung gelegt, welche es ermöglicht, einen energieeffizienten Betrieb von CargoCap sicherzustellen. Die Modellstrecke beansprucht eine Fläche von 1.200 Quadratmetern und wurde in einem Teil des alten Maschinenhauses des Kraftwerks Bochum errichtet. Die Halle stellt die RWE Power AG der Ruhr-Universität in einer Kooperationsvereinbarung zeitlich befristet zur Verfügung.
Darüber hinaus existiert am Lehrstuhl für Maschinenelemente und Fördertechnik der Ruhr-Universität ein Prüfstand im Maßstab 1:4, an dem die Weichenkonstruktion untersucht wird. Im Forschungsschwerpunkt CargoCap wurden an der Ruhr-Universität seit 2009 vier Dissertationen veröffentlicht.
Im Laufe des Jahres 2009 konnten weitere Entwicklungsfortschritte erreicht werden. So wurde im August 2009 das von der Deutschen Bundesstiftung Umwelt geförderte Forschungsprojekt „Optimierung des unterirdischen Güterverkehrssystems CargoCap zur Gewährleistung eines energieeffizienten Betriebs“ abgeschlossen. Dieses schafft die Grundlage, verschiedene Betriebsszenarien aus energetischer Sicht zu beurteilen. In diesem Zusammenhang wurden umfangreiche CFD-Simulationen zur Aerodynamik der Fahrzeuge in der Rohrleitung durchgeführt, deren Verifikation zurzeit mithilfe eines Aerodynamikprüfstands erfolgt.
Darüber hinaus schreitet die Entwicklung der Steuerungssoftware voran. Im Frühjahr und Sommer 2009 wurde die Fahrzeugortung mittels RFID-Technik tiefgehend experimentell untersucht. Mithilfe der dabei gewonnenen Erkenntnisse wird es nun möglich sein, die Abstandsregelung zwischen den Fahrzeugen auf der Modellstrecke zu implementieren.
Im Rahmen der CargoCap Fachtagung „CargoCap – die Logistiklösung zum Klima- und Gesundheitsschutz im Ballungsraum“ am 12. Februar 2010 unter der Schirmherrschaft von Lutz Lienenkämper, dem Minister für Bauen und Verkehr des Landes NRW, wurden die Ergebnisse einer im Jahre 2009 abgeschlossenen Marktpotentialanalyse vorgestellt. Hiernach kann die 85 km lange, so genannte Ruhrgebietsstrecke zwischen Dortmund und Duisburg mit insgesamt 24 unter- und oberirdischen Stationen wirtschaftlich betrieben werden. Das Forschungsteam sucht aktuell nach einem Industriepartner zwecks Realisierung einer Pilotstrecke.
Zusammen mit Daimler hat Stein das System auf automatisierte gummi-bereifte Fahrzeuge (VANs) erweitert. Dies hat zum Vorteil, dass das Umladen von Fracht beim Wechsel von Straße auf Leitungsröhre entfällt und die Industrialisierung der Fahrzeuge weit vorangeschritten ist.

## Preise und Auszeichnungen
- Im Jahr 2006 wurde CargoCap von der Initiative „Deutschland – Land der Ideen“ als „ausgewählter Ort 2006“ ausgezeichnet. Zu diesem Anlass fand Anfang Dezember 2006 ein Tag der offenen Tür an der CargoCap-Modellstrecke mit etwa 700 Besuchern statt.[9]

## Vergleichbare Konzepte in der Geschichte
- Von 1899 bis 1956 wurde unter der Innenstadt von Chicago von der Chicago Tunnel Company ein ca. 100 km langes Frachttunnelnetz betrieben. Mit dem Wegfall der Kohletransporte durch die Umstellung der Heizungsanlagen auf Erdgas und die zunehmende Lkw-Konkurrenz entfiel die wirtschaftliche Grundlage für den weiteren Betrieb.
- Die London Post Office Railway verband von 1928 bis 2003 auf einer 10,5 km langen Tunnelstrecke bis zu acht Londoner Postsortierstationen. Einstellungsgründe waren die Verlagerung von Poststellen an andere Standorte und die im Vergleich zum Straßentransport bis zu fünf Mal höheren Betriebskosten.
- Von 1910 bis 1988 bestand vom Hauptbahnhof München bis zum Postamt Hopfenstraße die Post-U-Bahn München

Alle drei Systeme wurden im Gegensatz zum CargoCap-Ansatz mit Zügen auf der Grundlage klassischer Eisenbahntechnik betrieben, wobei die Züge der Post Office Railway und der Post-U-Bahn in München fahrerlos fuhren.

### Allgemein
- Michael Kersting: Subterrestrische Gütertransporte in Ballungsgebieten: ökonomische Rahmenbedingungen und Potentiale. ISL-Verlag, Hagen 2002, ISBN 3-933842-65-4.
- Lutz Hohaus, Jan Scholten: Unterirdisches Transportsystem auf dem Modellprüfstand. In: RUBIN. Wissenschaftsmagazin der Ruhr-Universität Bochum. Sonderheft Maschinenbau, 2004.
- Weichenstellung für Logistik der Zukunft – Ruhr-Uni Bochum entwickelt Konzept zum unterirdischen Transport von Gütern. In: Deutsches Baublatt Nr. 335. März/April 2008 (veröffentlicht auf der CargoCap Homepage)

### Dissertationen
- Stefan Aldejohann: CargoCap – Weiterentwicklung der Verzweigungstechnik für ein spurgeführtes Güterverkehrssystem: Analyse des Systemverhaltens und Ermittlung von Betriebslasten unter Anwendung dynamischer Mehrkörpersimulation. Ruhr-Universität Bochum, Bochum 2015, ISBN 3-89194-220-6, Signatur Universitätsbibliothek WOA3183-2016,2. (Dissertation an der Arbeitsgruppe Baumaschinen- und Fördertechnik der Ruhr-Universität Bochum)
- Hendrik Hölscher: CargoCap – optimale Koordinierung der Fahrbewegungen autonomer Fahrzeuge im lokalen Umfeld von Verzweigungen und Zusammenführungen. Ruhr-Universität Bochum, Bochum 2012, ISBN 3-89194-202-8. (Dissertation am Lehrstuhl für Maschinenelemente und Fördertechnik der Ruhr-Universität Bochum)
- Martin Schmitt: CargoCap – Einfluss der Aerodynamik auf den Energiebedarf eines unterirdischen Transportsystems. Ruhr-Universität Bochum, Bochum 2011, ISBN 3-89194-197-8. (Dissertation am Lehrstuhl für Maschinenelemente und Fördertechnik der Ruhr-Universität Bochum)
- Peter Knüpfer: CargoCap – Optimale Fahrbewegungen autonomer Fahrzeuge. Ruhr-Universität Bochum, Bochum 2009, ISBN 978-3-89194-189-8. (Dissertation am Lehrstuhl für Maschinenelemente und Fördertechnik der Ruhr-Universität Bochum)
- Lutz Hohaus: Entwicklung einer Verzweigungsvorrichtung für das System CargoCap – simulationsgestützte Ermittlung von Betriebslasten. Ruhr-Universität Bochum, Bochum 2009, ISBN 978-3-89194-188-1. (Dissertation am Lehrstuhl für Maschinenelemente und Fördertechnik der Ruhr-Universität Bochum)